# ポリティファクト
ポリティファクト (英: PolitiFact.com) は、政治にまつわる発言・声明の信憑性をファクトチェック (事実検証) するアメリカ合衆国のサイトである。
検証対象となるのは議員、ホワイトハウス政権、ロビイストおよび関係団体などである。検証対象となる発言を転記し、独自の評価コメントと共に"Truth-O-Meter"と呼ばれる6段階スコアで評価を行う。フロリダ最大の日刊紙タンパベイ・タイムズによって運営され、タンパベイ・タイムズの記者および編集者がファクトチェックに従事している。
同社が運営するサブプロジェクトにパンディットファクト (英: politifact.com/punditfact) がある。パンディットファクトは、メディアで活躍する政治評論家や有識者の発言を検証対象としている。
2009年にピューリッツァー賞国内報道部門を受賞 するなど、ポリティファクトを高く評価する声がある一方で、独立監視団体や共和党、民主党からも批判がある。保守・リベラル両サイドの視点からバイアスが掛かっているとの指摘があり、純粋な事実検証にはなっていないとの主張もある。

## サイトの特徴

### Truth-O-Meterのスコア定義
ファクトチェックされた発言や声明は、Truth-O-Meterで6段階評価される。
- "True": 正確な情報であり、特段の問題が見当たらない
- "Mostly True": 正確な情報ではあるが、さらなる説明または追加情報の提示が必要
- "Half True": 部分的な情報は正確だが、重要な詳細情報が不足している。または文脈から逸脱して歪曲されている
- "Mostly False": 若干の正確な情報を含むが、重大な事実を無視して印象操作している
- "False: 不正確な情報である
- "Pants on Fire": 不正確なだけでなく、馬鹿げている

### サイト内企画コーナー
政治家の公約実現を評価する"Promise meters"がある。サイトの全国版には"Trump-O-Meter" と"Obameter"、"GOP Pledge-O-Meter" のコーナーがあり、それぞれドナルド・トランプ大統領、バラク・オバマ大統領、共和党の選挙公約を随時評価している。またサイトの地方版でも、ウィスコンシン州の"Walk-O-Meter" (スコット・ウォーカー知事) などがある。公約は"Promise Kept" (公約実現)、"Compromise" (妥協)、"Promise Broken" (公約違反)、"In the Works" (公約実現に向けて活動中)、"Stalled" (膠着状態)、"Not Yet Rated" (未評価・進展なし) の6段階で評価される。
また政治家の政策に対する立場・見解の一貫性を計る"Flip-O-Meter"は、"Full Flop" (立場を完全に変更)、"Half Flip" (立場を部分的に変更)、"No Flip" (変更なし) の3段階で評価される。ただし立場の変更は柔軟性があり、必要に応じて妥協したり、有権者の意向に沿う姿勢として好意的に受け止められることもあるとポリティファクトは注釈を添えている。

### サイトの運営
ポリティファクトを運営するタンパベイ・タイムズは、フロリダに本拠を置く非営利教育法人The Poynter Institute for Media Studies (en: Poynter Institute) の傘下である。
ポリティファクトは広告を主な収入源とし、超党派の団体からの助成も事業活動費に充てている。また2017年からは賛助会員の募集を開始し、一般読者からの寄付を受け付けている。
2017年9月現在、ポリティファクトはグローバル・ニュースのファクトチェックも行っているが、拠点はアメリカ国内のみである。一方、ポインター研究所は2015年9月、世界各国を拠点に行われているファクトチェックの活動をネットワーク化させるプロジェクト「国際ファクトチェックネットワーク（International Fact-Checking Network）」を開始した。ポリティファクトのグローバル・ニュースとIFCNは別々のプロジェクトとして運営されている。

## 嘘つき大賞
2009年より「嘘つき大賞」 (Lie of the Year) を発表している。年間1件が選出され、12月に発表される。
| 年   | 受賞者                              | 受賞内容・発言                                           | 備考 |
| ---- | ----------------------------------- | -------------------------------------------------------- | --- |
| 2009 | 共和党サラ・ペイリン                | 死の陪審員                                               | 通称「オバマケア」法案に関連して                                                                        |
| 2010 | オバマケア反対者複数                | 政府による乗っ取り                                       | |
| 2011 | 民主党下院選挙対策委員会 (DCCC)     | 共和党はメディケア廃止を目指す                           | |
| 2012 | 共和党ミット・ロムニー大統領候補    | 伊フィアットの米クライスラー買収と国内失業増             | |
| 2013 | 民主党バラク・オバマ大統領          | オバマケア後も既存の医療保険を維持                       | |
| 2014 | コメンテーターおよび政治家複数      | エボラ出血熱のアメリカ国内感染                           | |
| 2015 | 共和党ドナルド・トランプ大統領候補  | 数々の発言を総合して                                     | |
| 2016 | フェイクニュース (偽ニュースサイト) | ピザゲート事件など                                       | |
| 2017 | 共和党ドナルド・トランプ大統領      | 2016年アメリカ合衆国大統領選挙におけるロシアの干渉は捏造 | 通称「ロシアゲート」事件は捏造だと主張するトランプ大統領こそが嘘つきだと判定 (ロシアゲートは真実と判定) |
| 2022 | ウラジミール・プーチンロシア大統領  | ウクライナ侵攻を助長するための嘘                         | |

### 2009年
2009年、共和党でアラスカ州知事のサラ・ペイリンは、医療制度改革（いわゆるオバマケア）を「死の陪審員」 (death panel) と呼んだ。どの患者にどのような治療を施すべきか、政府が意のままに操る行為だとペイリンが批判した。

### 2010年
オバマケア法案の反対者たちは、当法案を「政府による医療の乗っ取り」だと主張した。しかし、既存のいかなる医療制度や医療保険も民間運営のまま残るとの理由から、乗っ取り論者が嘘つき大賞として選ばれた。

### 2011年
2012年度予算案に対する民主党下院選挙対策委員会 (DCCC) のコメントが受賞した。予算案は当時、下院予算委員会の議長を務めていた共和党ポール・ライアンが提出したもので、「繁栄への道」(en: The Path to Prosperity) と題され、下院上院ともに共和党の圧倒的多数で可決した。この予算案に対しDCCCは「共和党はメディケアを廃止に追い込もうとしている」と反発した。ポリティファクトは、共和党案はメディケアに大きな変革をもたらす内容だが、廃止を意図するものではないと判断した。2011年4月以降に発表されたDCCCの関連発言9本は、True-O-Meterの6段階スコアで最低の"Pants on Fire"または下から2番目の"False"と評価された。

### 2012年
2012年の大統領選に共和党から立候補したミット・ロムニーは「オバマ大統領がクライスラーをイタリア人に売り飛ばし、ジープの製造を中国に移管しようとしている。アメリカ国内で失業を招く」と主張した。クライスラーが即否定したものの、ロムニーはこの発言を繰り返し、その主張は選挙キャンペーンのテレビ広告でも用いられた。なお「イタリア人」とはフィアットを指している。2008年から2010年にアメリカで起こった自動車業界の一連の倒産と政府救済を経て、2011年にフィアットがクライスラーの株式を取得し、筆頭株主となった。
ロムニーのこの発言を検証した結果、ポリティファクトは6段階で最低スコアの"Pants on Fire"だと2012年10月に判定した。判定材料としてポリティファクトは、クライスラー側の証言を引用した。クライスラーの広報担当者は「ジープの生産を北米から中国に移管する意図はない」と発表している。2016年現在、アメリカで販売されているジープの96.7%は国内で組み立て製造されており、国内で販売される車種の中でジープは国内製造率トップである。また2015年に発表された分析によると、自動車部品の国内調達率についても、ジープ・ラングラーは70%、ジープ・チェロキーは71%である。

### 2013年
オバマケア導入にあたり、法案提案当初からオバマ大統領は「現在加入中の医療保険に満足なら、オバマケア導入後も継続できる」と繰り返し発言してきた。しかしポリティファクトによると、オバマケア導入後、既存の医療保険打ち切りを通告された加入者が400万人に上ったとされる。2013年大賞の選定に関し、ポリティファクトが一般向けにオンライン調査を行ったところ、圧倒的多数がオバマ大統領の受賞は妥当と回答した。

### 2014年
エボラ出血熱に関する誇張発言が受賞した。複数の評論家および政治家が、アメリカ国内でのエボラ出血熱は「簡単に解決できる」「不法移民がアメリカ南部の国境沿いからウイルスを持ち込んだのがきっかけで、政府または企業による陰謀が原因だ」と計16回に渡って発言した。西アフリカでエボラ出血熱が流行し、西アフリカからアメリカへの渡航者と治療に当たった看護師の計4名がアメリカ国内で感染していることが確認されたさなか、これらの発言がなされた。ポリティファクトは「これらは全て偽りであり、国民の健康を脅かす深刻な問題を歪めている」と判定した。

### 2015年
2016年大統領選に共和党から出馬したドナルド・トランプ候補の数々の発言が受賞した。ポリティファクトは、トランプ発言のうち76%は"Mostly False"、 "False"または"Pants on Fire" (6段階スコアの下位3つ) と判定した。"Pants on Fire"には「メキシコ政府が悪い輩をアメリカに送り込んでいる」、「アメリカ同時多発テロ事件でワールドトレードセンタービルが崩壊していく様を幾千もの人々が喜んでいる姿を私は目撃した」との発言が含まれる。

### 2016年
2016年の大統領選挙戦中に流れた様々なフェイクニュース (虚偽報道) が受賞した。ポリティファクトはフェイクニュースを「信頼ある報道レポートのように見せかけた虚偽ニュースをオンライン上に掲載し、一般読者を信じ込ませたり、SNSや口コミで拡散を狙った現象」と位置付けている。フェイクニュースとしてポリティファクトが具体的に挙げたのは以下の3例であるが、他にも多数あるとしている。
- ピザゲート事件 (ワシントンDCのピザ店が小児性愛と児童売春の拠点になっており、ヒラリー・クリントンがそれに関わっているとする陰謀論)
- フロリダで民主党がイスラム法を女性に課そうとしている
- 何千ものトランプ陣営支援者が「イスラム教徒は大嫌い。黒人も大嫌い。アメリカよ、偉大な祖国を取り戻せ」と叫びながらニューヨーク・マンハッタンを行進した

### 2017年
2016年アメリカ合衆国大統領選挙にロシア政府が干渉したとされる、いわゆるロシアゲート疑惑について、アメリカのCIAや国土安全保障省、司法省、中央情報局などから構成される情報活動コミュニティ (CI) が調査を行った。その結果、2016年アメリカ大統領選に民主党から出馬したヒラリー・クリントンの当選を阻止するため、民主党全国委員会 (DNC) のサーバーにロシアがプーチン大統領指示のもとでハッキングしたとCIは発表した。
これに対し、共和党から出馬して勝利したドナルド・トランプ大統領は、「ロシアと自分を関係づける行為はでっち上げだ。勝てる選挙に負けた民主党の言い訳に過ぎない」、「プーチン大統領は私と顔を合わす度に『やってない』と言っている。私は信じている」 などと否定する発言を繰り返した。
ポリティファクトは、議会による調査は2017年12月現在も進行中であるものの、ロシアゲートは事実であると結論付けた。ただしロシアからの介入がなかったとしても、2016年アメリカ大統領選の結果はおそらく変わらなかったとの見解も述べている。ポリティファクトが行った一般参加投票でも2位の14.47%を大きく引き離す56.36%を獲得し、嘘つき大賞1位に選ばれた。

### 2022年
ロシアのプーチン大統領が受賞した。数百ものウェブサイト、国営メディア、SNSチャンネル、偽のファクトチェックサイト、検閲、ソビエト連邦から引き継いだプロパガンダ手法を用いて嘘を拡散し、ウクライナ侵攻を助長したためである。

## 評価

### 受賞歴
2009年、ピューリッツァー賞国内報道部門を受賞。

### 称賛の声
ウォール・ストリート・ジャーナルの論説員ジョセフ・ラーゴは2010年12月、ポリティファクトを「これまでの政治討論は視点や政治思想の違いを争点にしていたが、ポリティファクトの出現によって発言の真偽が争点となった。ジャーナリズムにおける一大潮流だ」と評した。

### 批判の声
保守系雑誌ウィークリー・スタンダードのマーク・ヘミングウェイは、ニュース報道団体によって行われる全ての信憑性検証プロジェクトを批判した。この批判対象には、ポリティファクトだけでなく、AP通信やワシントン・ポストも含まれ、「公表された政治発言の真偽をチェックする一方で、おびただしい数の不都合な真実を抹殺している」と言及した。

### 分析
ミネソタ大学で政治学教授を務めるエリック・オスターマイヤーは、2010年1月から2011年1月にかけてポリティファクトが公表した511本の真偽判定を調査した。「共和党 (191本、50.4%) と民主党 (179本、47.2%) の真偽判定に同等の労力をかけている」との結果だった。しかし民主党と比較し共和党は、"False"または"Pants on Fire"（6段階スコアで下位2つ）の判定を受ける頻度が非常に高かった。下位2つのスコア判定を受けた98本のうち、74本 (76%) は共和党、22本 (22%) は民主党の発言であった。特に最低スコアの"Pants on Fire"は「共和党の23本に対し、民主党はわずか4本であった。象 (共和党のシンボル・アイコン) に狙いを定めた狩りゲームのようだ」とオスターマイヤーは言及した。
オスターマイヤーの調査レポートに対し、ポリティファクトの編集長ビル・アデアが反論を加えた。ミネソタのオンラインニュースサイトMinnPostからのインタビューに対し、アデアは「調査レポートの公表は、ある意味タイムリーと言えるだろう。今週ちょうど民主党サイドからポリティファクトはバイアスがかかっていると非難されたところだった。ビル・オライリーのテレビ番組でインタビューに答えたオバマ大統領の発言を、我々が"False"と判定して腹を立てたのだろう。つまり我々は、共和党・民主党の両サイドからの批判に慣れっこなのさ。我々は報道機関であり、読者のニーズに応じてどの発言の真偽を判定するか選んでいるまでだ」と発言した。

## 沿革
2007年8月、タンパベイ・タイムズのワシントン支局長だったビル・アデアが、コングレッショナル・クオータリー (現Roll Call) と共同でポリティファクトを立ち上げた。
2010年1月、ジョージア州アトランタでメディア・通信等を提供するCox Enterprisesと連携を開始した。Coxの親会社はテキサス州オースティンを本拠とするAustin American-Statesmanである。この連携により、ポリティファクトの地方版PolitiFact Texasが立ち上がり、オースティン周辺をカバーしている。
2010年3月、タンパベイ・タイムズは提携先のマイアミ・ヘラルドと共同でPolitiFact Floridaを立ち上げ、カバー地域をフロリダに拡大した。両社から派遣されたスタッフが地方政治のチェックを行っている。
その後も新聞各紙との提携を拡大していった。2017年9月時点でポリティ・ファクト地方版は、アリゾナ、カリフォルニア、コロラド、フロリダ、ジョージア、イリノイ、アイオワ、ミズーリ、ネバダ、ニューハンプシャー、ニューヨーク、ノースカロライナ、オハイオ、ペンシルバニア、ロードアイランド、テキサス、バージニア、ウィスコンシンがある。
2013年、創設者アデアはデューク大学からジャーナリズムおよび行政学の名誉教授に任命され、タンパベイ・タイムズの支局長とポリティファクトの編集者としての職を辞することとなった。2013年7月1日からはアデアの後任としてタンパベイ・タイムズで上級記者を務めていたアレックス・リアリーが就任し、同年10月にはアンジー・ドロブニック・ホーランがポリティファクトの編集者として任命された。アデアは現在も寄稿編集者の形で関与している。